# ستيغ غوستافسون
ستيغ غوستافسون هو لاعب كرة قدم سويدي، ولد في 5 مايو 1930. لعب مع نادي يورغوردينس.